# 黎利
黎 利（れい り、レ・ロイ、ベトナム語：Lê Lợi / 黎利、1385年9月10日 - 1433年9月5日）は、後黎朝大越の初代皇帝（在位：1428年 - 1433年）。太祖（タイト、ベトナム語：Thái Tổ / 太祖）の廟号でも知られる。諡号は高皇帝。
もと中部清華の藍山（ラムソン）の豪族であった。胡朝による簒奪と、その後の明による侵略と胡朝の滅亡・その後の明朝の支配を経験する。1416年、藍山（ラムソン）で大越独立のための挙兵（藍山蜂起）を開始し、10年間におよぶ抗争の末、明軍の安南からの掃討に成功する。1426年に傀儡として陳朝の末裔の天慶帝を皇帝に擁立し、後にこれを殺害、1428年、東都（昇龍、現ハノイ）で皇帝への即位を宣言し後黎朝を開いた。

## 生涯

### 早年期
陳朝の末期の1385年9月10日、梁江県藍山郷の豪族の家に生まれる。一説には曾祖父の黎誨が旅の道中でこの土地に移住し、3年の月日を経て観光産業を発展させたとされる。黎利の誕生した頃、当時の朝廷であった陳朝では、当時の皇帝であった順宗が皇后の父親である外戚の胡季犛によって暗殺され、その子の少帝に禅譲を強要した胡季犛が帝位を簒奪して胡朝を開いたものの、当時の中華王朝であった明朝の侵攻（明胡戦争）によって滅亡し、安南は明の直接支配を受けることとなった（第四次北属期）。
この際の黎利の明への対応は大越側と明側の史料によって異なり、大越側の史料である『大越史記全書』では「明の統治下への移行後、大越の人民には労役と降伏の選択肢が与えられたが、黎利は官爵による懐柔や実力による脅迫など、明人の様々な働き掛けに惑わされなかった」その後「旧陳朝の残存勢力である後陳朝の抵抗運動には見込みを見出さず、自ら反乱を起こすため山林に逃れて避難民らを結集した」と記している。一方、明側の史料である『明実録』では、「黎利は表向き明に降り、巡回活動を行いながら、その実明への反乱を企図していた」と記す。

### 藍山蜂起

#### 永楽16年：藍山で挙兵
明の統治に不満を持っていた黎利は、各地の豪傑との関係強化や流民の統合を進め、そして1418年2月、故郷の藍山で「平定王（ビンディン・ヴオン）」を称し、のち重臣となる阮廌（グエン・チャイ）、将軍の黎石・黎柳らと共に明への武装抵抗を開始した（藍山蜂起）。蜂起当初、明軍は内大臣の馬騏を派遣したが、黎利は待ち伏せを仕掛けてこれを撃退した。しかし蜂起当初の黎利の軍は兵力が少なく、黎利の軍は至霊山で明軍の包囲を受けるに至ってしまう。黎利は「紀信となってくれるものはいるか」と尋ねたが、この時旗揚げ仲間の一人だった黎来が囮に名乗り出、その犠牲によって黎利は包囲を突破することができた。

#### 永楽20年：霊山での包囲戦
1422年2月には、明の将軍であった李彬が病死するなどした。しかし同年12月、黎利の軍は明軍に大敗を喫して包囲を受けてしまい、黎利は春秋時代の兵法書であった孫子兵法の「疾戦則存、不疾戦則亡者、為死地」との文言を引用して兵達を奮い立たせ、明の将軍の馬騏・陳智を撃退するなど奮戦したが、その後至霊山に戻った黎利軍の兵達は2カ月近く飢えに苦しみ、野菜・根菜・タケノコなどしか口にできないという状態となった。黎利は象と馬を屠殺し、その肉を振る舞うなどして飢えを凌がせ、また脱走兵を捕えて処刑するなどして、軍の綱紀を緩めなかった。しかし兵達もやがて疲労から和睦を訴え、黎利はやむなく明軍に和睦を提案し、明の将軍らもまた長期戦は不利だと考えていたため、形式上の和睦に至った。1423年の夏頃、黎利の軍は藍山に帰還した。

#### 永楽21年：再度の進軍開始
明の陳智は多数の牛馬や魚、塩、穀物、農具などを送って懐柔を試みたが、黎利は金銀財宝を持たせた使者を送ってこれに返した。しかし黎利に屈服の意思がないことを知った陳智は、使者を抑留して返さなかった。これを知った黎利は怒りを露わにし、ついに兵士らと共に徹底抗戦を宣誓した。この年の冬に、黎利は子の黎元龍（後の第2代皇帝である太宗）を設けている。

#### 永楽22年：柵山での包囲戦
1424年冬、黎利は地元住民ながら明に官吏として仕えていた琴彭に帰順を呼び掛けたが、琴彭はこれを拒否したため、黎利は兵士たちを率いて、琴彭ら1,000人余りの籠城する柵山を包囲した。この後の琴彭の動向は大越側・明側の史料によって記述が異なり、『大越史記全書』によれば明の将軍の方正・山寿らは救援に向かう勇気がなかったため和解を勧め、救援がないことを知った琴彭は降伏し、黎利はこれを受け入れて兵士達に投降者の虐殺を固く禁じたものの、琴彭は後に謀反を起こして誅殺された、とされる。一方で『明史』によると、救援を得られなかった琴彭は朝廷に窮状を訴え、情勢を知った宣宗（宣徳帝）は陳智ら現地の将を叱責し早急の救援を命じたが、勅命の報が届く前に陥落して琴彭は処刑され、詔により交趾左布政使を追贈され、子の一人は朝廷に官吏として登用された、と伝わる。

#### 永楽22年～永楽24年：乂安・西都の制圧
琴彭を降した黎利は現地の住民らを慰撫してその一部を軍に加え、乂安（ゲアン）の攻略に取り掛かった。明の宣宗は官吏の山寿を遣わして懐柔を試みたが、これを拒絶して乂安を攻め、計略を用いて大勝を収めた。陳智らは乂安城に引き返して籠城したが、翌年には黎利は兵士たちを各地の州県に派遣し、乂安城を包囲した。
同年4月には明の安平伯李安が水軍を率いて救援に向かったが、黎利の軍は伏兵でこれを撃退した。同年5月、明軍が乂安への援軍を派遣すると、この間に西都（タイドー）城の守りが手薄になっていると見て、黎利は黎礼ら精鋭2,000名を選抜して派遣し、西都城を陥落させた。
1426年8月、黎利は明軍の精鋭は全て乂安城に集結している点に目を付け、東都（ドンドー）周辺の各拠点はどこも手薄と見越して、それぞれに精鋭部隊を派遣して攻撃させた。陳智も東関城で孤立し、乂安城を守る李安・方正らに対して、乂安城を放棄して救援に来るよう書状を送った。李安・方正は蔡福を城の守りに残していったが、黎利の軍はこれを破り、諸将を駐屯させて乂安城をも制圧した。

#### 天慶元年：明軍の反撃
明の朝廷は1426年10月、成山侯王通を指揮官に5万の兵と5千の騎馬を与えて派遣し、東都の諸城の救援に向かわせた。明軍の兵力は既存の兵と救援の兵を合わせて10万にもおよんだ。
同年11月、黎利は陳朝の後裔を称する陳暠を、皇帝として擁立した（天慶帝）。
同年12月には、黎利は兵士たちに対して略奪などの行為を禁じるとともに、自ら監督して東都城の攻撃に当たった。明軍の王通・山寿らは度重なる敗戦に疲弊し、全軍の撤退を条件に和平を要請した。黎利はこれを了承したが、これに対し安南の人間ながら明の統治に与していた陳封・梁汝笏・陳安栄らは、明軍の撤退後、自分たちが誅殺されることをおそれ、明軍撤退の当日、明軍に対し約50年前、陳朝大越と元朝が交戦した白藤江の戦いの故事を引き合いに出し、「かつて陳朝の将軍であった興道（陳国峻）は、元軍の降伏を受け入れるふりをして騙し討ちにしました」と訴え、暗に黎利が同じ意図であると唆した。これを聞いた王通らは待ち伏せで却って騙し討ちにしようとしたが、黎利はこれを看破して逆に多数の兵と騎馬を拿捕した。

#### 天慶2年：明軍の撤兵、再独立
1427年9月、明の朝廷は戦況の不利を知ると、将軍の柳升に10万の兵を与えて派遣したが、黎利は「明軍は遠路はるばるの到来であり、疲弊の色も濃いはずである。すぐには戦わず、さらなる疲弊を待つべきである」と語り、 戦闘中の兵を引き上げ、敵を引き込んで伏兵を配置した。そして柳升の軍が支棱（現在のランソン省チーラン県）にある沼地に踏み入れたところで強襲を仕掛け、柳升を戦死させるなど大勝利を収めた。
同年11月22日、明軍の王通ら首脳部と独立軍は東都城の南で会盟し、長期間の包囲により疲弊していた明軍は、改めて講和を申し出た。明軍の側は山寿・馬騏、独立軍の側は思斉・黎仁澍・黎国禎・黎如篪らをそれぞれ相手軍に人質として送り、講和の見通しが成立した。皇帝に擁立していた陳暠を明の臣下とすることを要請し、正式に冊封された。王通ら明の軍勢は本国へと帰還し、こうして安南地方は再び現地人による独立政権が形成されることとなった。

### 皇帝即位
1428年1月10日、皇帝であった陳暠は死去した。
同年4月15日、黎利は首都の昇龍城で皇帝に即位し、後黎朝を創始、国号を「大越」とした。順天と改元し大赦を下した。
宰相阮廌らの補佐のもと、国家制度の整備を行い、均田制・科挙制なども導入、諸法典の整備に取り組んだ。また、明との関係修復を図ったものの、名目上陳氏の末裔として担いだ陳暠を殺害したことや、「反乱軍の首魁」を冊封することへの抵抗感などから生じた反対論が明宮廷で大勢を占めたため、「権署安南国事」への任命に留まり、在世中は安南国王に封じられることはなかった。1433年に死去。黎元龍が継ぎ太宗となる。

## 逸話
順天剣（トゥアンティエン・キエム、ベトナム語：Thuận Thiên Kiếm / 順天劍）と呼ばれる魔剣に関する伝説が残る。順天剣は湖に住む精霊から授けられた剣で、これを抜き放つと不思議な力により敵軍は戦意を失い、恐慌をきたして逃げ去ったという。黎利は順天剣を振るい明との戦争を勝ち抜いて後黎朝大越を建国した。戦後順天剣は精霊の使いである黿に託され、湖へと返還された。その湖はホアンキエム（還剣）湖と呼ぶようになった。